# Mănăstirea Draga-Cozla
Mănăstirea Draga-Cozla este o mănăstire ortodoxă din România situată în municipiul Piatra Neamț.